# Johannes Nobel
Johannes Nobel (* 25. Juni 1887 in Forst (Lausitz); † 22. Oktober 1960 in Wehrda, heute Stadtteil von Marburg) war ein deutscher Indologe und Buddhismuskundler.

## Leben
Nobel studierte nach dem Abitur am Königlichen Gymnasium Fulda zunächst ab 1907 an der Universität Greifswald, ab 1908 dann an der Friedrich-Wilhelms-Universität Berlin Indogermanistik, Arabisch, Türkisch und Sanskrit. 1911 promovierte er bei Hermann Lüders mit einer indologischen Arbeit über Beiträge zur älteren Geschichte des Alamkãraśāstra und schlug danach die Bibliothekarslaufbahn ein; 1915 legte er die bibliothekarische Fachprüfung ab und fand Anstellung an der Königlichen Bibliothek zu Berlin. Im Ersten Weltkrieg gehörte Nobel zum Landsturm und war zeitweise bei der Obersten Heeresleitung als Chefdolmetscher für Türkisch eingesetzt.
Im März 1920 wechselte Nobel als Bibliotheksrat an die Preußischen Staatsbibliothek, habilitierte sich im selben Jahr mit einer Arbeit über indische Poetik und erhielt 1921 an der Berliner Universität eine Lehrbefugnis für Indische Philologie. Parallel dazu erlernte er Chinesisch, Tibetisch und Japanisch und widmete sich fortan hauptsächlich buddhismuskundlichen Themen. 
1927 wurde Nobel in Berlin zum außerplanmäßigen Professor ernannt. Zum 1. April 1928 folgte er einem Ruf auf den Lehrstuhl für Indologie an der Universität Marburg, den er bis zu seiner Emeritierung im Jahr 1955 innehatte. Dem Nationalsozialismus stand er zurückhaltend gegenüber, obwohl er im November 1933 das Bekenntnis der deutschen Professoren zu Adolf Hitler unterzeichnet hatte. Sein Nachfolger auf dem Marburger Lehrstuhl wurde Wilhelm Rau; zu Nobels Marburger Schülern gehört Claus Vogel.
Von bis heute grundlegender wissenschaftlicher Bedeutung sind Nobels zwischen 1937 und 1958 erschienenen umfangreichen Studien und kritischen Ausgaben zum Suvarṇaprabhāsasūtra ("Goldglanz-Sūtra"), einem der bedeutendsten Texte der buddhistischen Mahāyāna-Sūtras. Nobel gab zudem erstmals die in deutschen Versen nachgedichtete Übersetzung des Amaruśataka von Friedrich Rückert aus dem Jahr 1825 heraus.
Nobels Nachlass (darunter sein Studienbuch, seine Personalakten und einige ungedruckte Manuskripte, darunter eine korrigierte deutsche Fassung seiner Habilitationsschrift) wurde 2008 in seinem ehemaligen Institut wiederaufgefunden.

## Schriften (Auswahl)
Texteditionen zum „Goldglanz-Sūtra“
- Suvarṇabhāsottamasūtra. Das Goldglanz-Sūtra: ein Sanskrittext des Mahāyāna-Buddhismus. Nach den Handschriften und mit Hilfe der tibetischen und chinesischen Übertragungen hrsg. Harrassowitz, Leipzig 1937.[6]
- Suvarnaprabhāsottamasūtra. Das Goldglanz-Sūtra: ein Sanskrittext des Mahāyāna-Buddhismus. Die tibetische Übersetzung mit einem Wörterbuch. Band 1: Tibetische Übersetzung, Kohlhammer, Stuttgart 1944. Band 2: Wörterbuch Tibetisch-Deutsch-Sanskrit, Kohlhammer, Stuttgart 1950.[7][8]
- Suvarnaprabhāsottamasūtra. Das Goldglanz-Sūtra: ein Sanskrittext des Mahāyāna-Buddhismus. I-Tsing’s chinesische Version und ihre tibetische Übersetzung. Band 1: I-Tsing’s chinesische Version. Band 2: Die tibetische Übersetzung. Brill, Leiden 1958.

Monographien
- Beiträge zur älteren Geschichte des Alamkãraśāstra. Schade, Berlin 1911.
- The Foundations of Indian Poetry and Their Historical Development. Calcutta 1925 (Calcutta Oriental Series, Band 16).

Herausgeberschaften
- Die hundert Strophen des Amaru, aus dem Sanskrit metrisch übersetzt von Friedrich Rückert. Nach der Handschrift der Preußischen Staatsbibliothek hrsg. Lafaire, Hannover 1925.